# Whorrey Potter and the Sorcerer's Balls
Whorrey Potter and the Sorcerer's Balls (Whorrey Potter y las bolas del hechicero en español) es una película pornográfica gay de temática mágica producida por Dominic Ford. La película es una parodia de Harry Potter y la piedra filosofal y fue lanzada en tecnología 3D. La película fue nominada a doce premios Grabby, incluyendo Mejor Videografía, Mejor Guion, Mejor Director, Mejor Solitario (Luke Marcum) y Mejor Actor de Reparto (Matthew Rush).

## Reparto
- Luke Marcum (Whorrey Potter)

- Matthew Rush (Voldemorecock)

- Sergio Wantland (Himmione Grainghim)

- Eddie Diaz (Ron Weasy)

- Robert Van Damme (El Guardia)

- Mimi Imfurst (Fag Hagrid)

- Daniel Nardicio (Clerk Kent)